# Dialoxa arduine
Dialoxa arduine är en fjärilsart som beskrevs av Druce 1891. Dialoxa arduine ingår i släktet Dialoxa och familjen nattflyn. Inga underarter finns listade i Catalogue of Life.